# 農耕詩

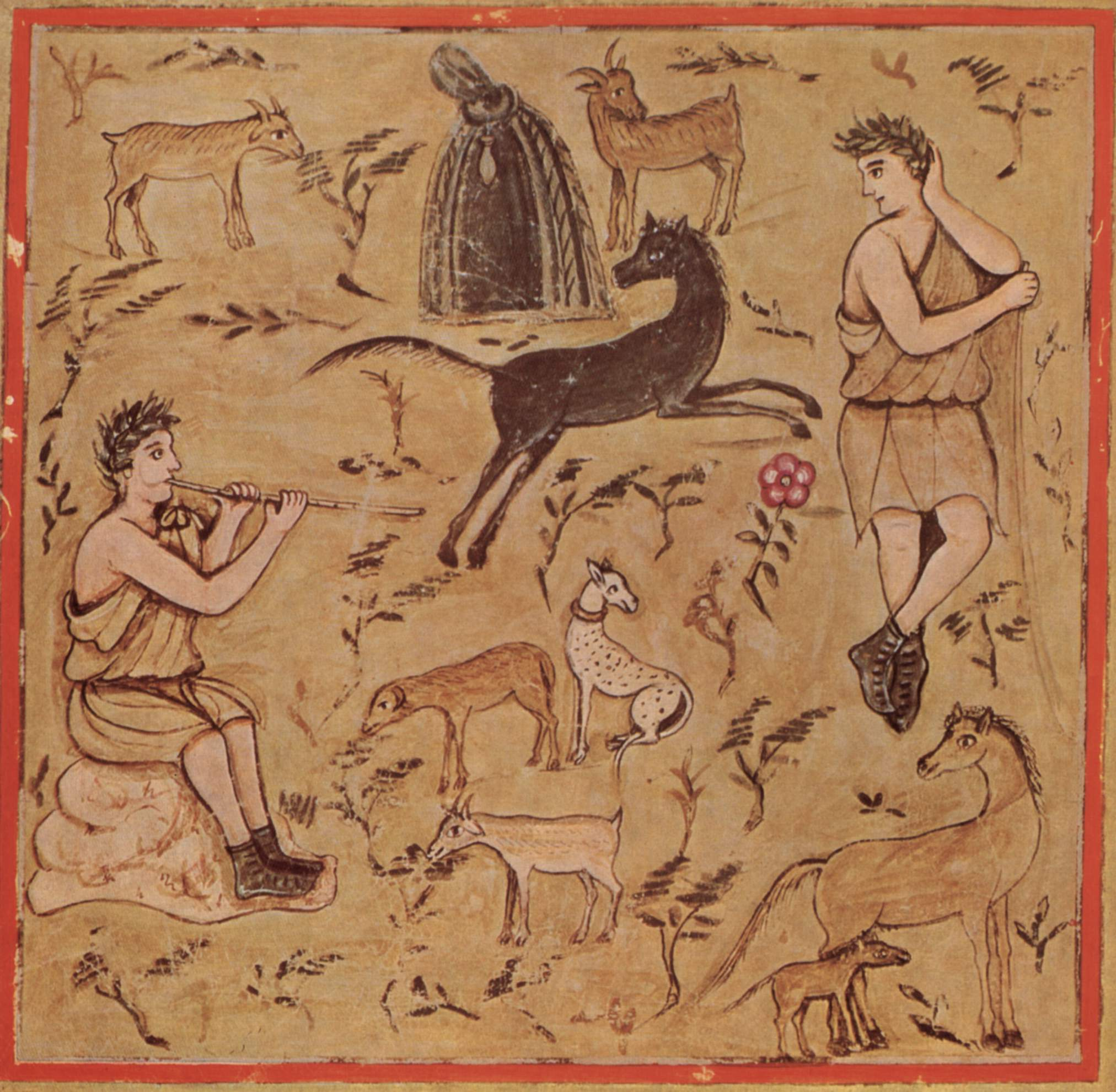
『農耕詩』第3巻より、羊飼いの様子を描いたもの

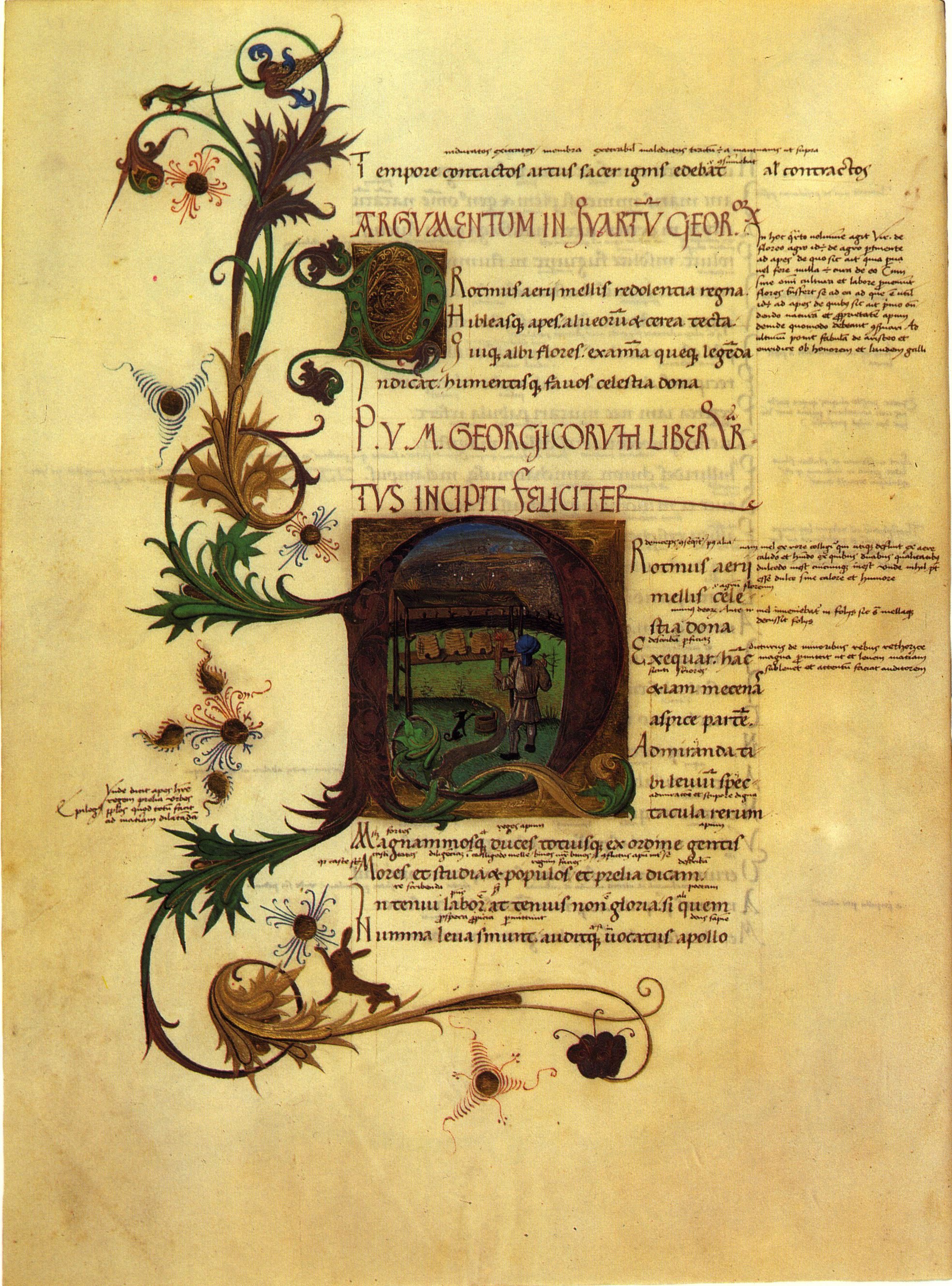
第4巻、バチカン図書館収蔵の写本の最初の冒頭（1632年）

農耕詩（のうこうし、Georgics [ˈdʒɔːrdʒɪks] ;ラテン語: Georgica[ɡeˈoːrɡɪka] ）は、古代ローマの詩人ウェルギリウスによる詩で、紀元前29年に発表された可能性がある。名前が示すように（ギリシャ語のγεωργικά 、geōrgika、すなわち「農業の」）、農業について歌ったものではあるが、のんびりとした牧歌的なものでは決してなく、緊張感のあるものとなっている。
『農耕詩』は、『アエネーイス』に次ぐ彼の代表作とされており、『牧歌』の次に作られた。この詩は、それ以前の作品を多数参考にしており、この詩自身も、後世に多大な影響を与えている。

## 概要
この作品は、4冊からなり、2,188のヘクサメトロスの詩で構成されている。特定の星の上昇による時間の計り方は、ウェルギリウスの時代の歳差運動の時代に有効であったため、現在は常に有効であるとは限らない。

### 第1巻
ウェルギリウスは4冊の本の要約から詩を始め、その後、アウグストゥス自身だけでなく、さまざまな農業の神々への祈りが続く。マルクス・テレンティウス・ウァッロ『農業論』をモデルとしながらも、別物に仕上がっている。第1巻の前半は技術的な問題について歌っており、鋤についての160－175行目が有名である。ヘーシオドスの影響を受けたと思われる、神々の時代から人間の時代へと続く描写は、緊張感のあるものとなっている。成功失敗に拘わらず、また農業に限らず、人間の労働に最も注意を払っていると思われる。311〜350行目の大嵐のシーンがクライマクスで、これは、人間のすべての努力を無に帰すことを著している。天候の予兆についての解説の後、ガイウス・ユリウス・カエサルの暗殺と内戦に関連する前兆を列挙しており、アウグストゥスだけが希望の星とされている。

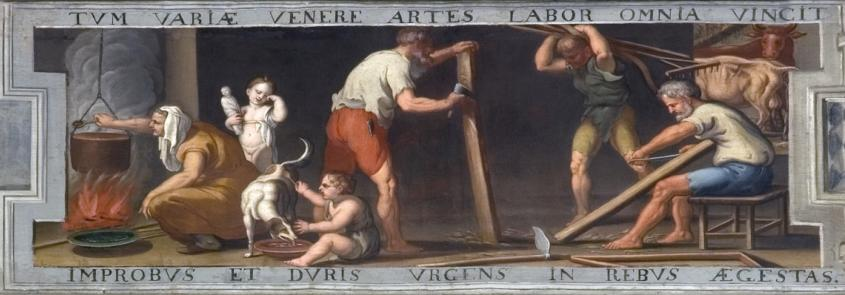
イェジー・シェミギノフスキ＝エレウテル『農具の手入れ』（1683年頃）ワルシャワのヴィラヌフ宮殿収蔵

### 第2巻
2冊目の本の著名なテーマには、しばしば暴力的な言葉で説明される敵対的な自然に対する人間の闘争としての農業、そしてサトゥルヌスとユーピテルの時代が含まれている。第1巻のように、それは議論されようとしている問題に関連する神性に対処する詩から始まる。次の100行で、森と果樹を扱う。それらの伝播と成長が詳細に説明されており、自然な方法と人為的な方法との対比が描かれている。176行目のアスクレ（en）への言及は、古代の読者にはヘシオドスの故郷として有名だったことが察せられる。続いてブドウの木の世話で、火事による破壊の鮮やかなシーンで最高潮に達する。次にいつブドウの木を植えるか、そしてその中に2冊目の本の他の有名な一節である春の賛美について言及している。これらは、春の到来に伴う成長と美しさを表している。その後、詩人はブドウの木についてさらに詳しく説明し、その脆弱性と骨の折れる作業を強調して、教訓的な物語に戻る。動物の被害に関する警告は、ヤギがバッカスに犠牲にされた理由を説明する。オリーブの木はブドウの木とは対照的に提示される。それは農民の側でほとんど努力を必要としない。次の主題は、ブドウの木から離れ、他の種類の木についてに移る。その後、ウェルギリウスは再びブドウの木に戻り、ブドウの木のブドウ栽培として知られている通路でのラピスとケンタウロスの戦いの神話を思い出す。この本の残りの部分は、都市の腐敗をめぐって単純な田舎の生活を称賛することに専念している。

### 第3巻
3冊目の本は主にそして表面上は畜産に関係している。それは2つの主要な部分で構成され、前半は品種改良と馬と牛の繁殖に専念する。それは性的欲求によってすべての動物に引き起こされた怒りの説明で終わる。本の後半は、羊と山羊とその副産物の世話と保護に専念している。最後にノリクムの疫病によって引き起こされた大混乱と荒廃について説明する。両方の半分は、proemと呼ばれる短いプロローグで始まる。詩はギリシャとイタリアの神々を呼び起こし、ウェルギリウスがカエサルと、彼のパトロンであるガイウス・マエケナスの両方を称える意図、そして彼の高尚な詩的な願望と従うべき資料の難しさなどの問題に取り組んでいる。

### 第4巻
第2巻の調性の対応物である第4巻は、約半分に分割されている。前半（1–280）は教訓的であり、おそらく人間社会のモデルであるミツバチの生活と習慣を扱っている。ミツバチは、労働が王に捧げられ、地域社会のために命を捧げるという点で人間に似ているが、芸術と愛が欠けている。彼らの労働にもかかわらず、ミツバチは死に、コロニー全体が死ぬ。ミツバチの回復は、ブゴニア、牛の死骸からの自発的な再生によって達成される。このプロセスは後半（281–568）に2回説明され、315行目から始まるアリスタイオスのエピュリオンを構成する。この本の調子は、オルフェウスとエウリュディケーの物語が含まれているこのエピュリオンで、教訓的なものから叙事詩的で優雅なものに変わる。アリスタイオスは、ミツバチを失った後、母親の家であるニンフのキュレネに降りていく。そこで、コロニーを復元する方法についての指示が与えられる。彼は予見者プロテウスを捕らえ、彼が怒らせた神聖な精神と彼の蜂のコロニーを回復する方法を明らかにするように彼に強制しなければならない。プロテウス（多くの形に変化して役に立たない）を拘束した後、アリスタイオスは、オルフェウスの妻であるニンフエウリュディケーの死を引き起こしてニンフを怒らせたと予言者から言われた。プロテウスは、エウリュディケーを取り戻すためにオルフェウスが冥界に降下したこと、彼女がタルタロスに戻った原因となった後ろ向きの表情、そしてついにシコニアの女性の手によるオルフェウスの死について説明している。第4巻は、ウェルギリウスが彼の詩の生活とオクタヴィアンの将軍の生活を対比させた8行のスフラギまたはアザラシで締めくくっている。

## 文化的背景

### 哲学的文脈
ウェルギリウスの生涯における主要な哲学学校は、ストア派とエピクロス主義であった 。これら2つのうち、エピクロス派は農耕詩だけでなく、ヴァージルの社会的および知的環境でも優勢である。ウェルギリウスの親友であり、ウェルギリウスの死後にアエネーイスを出版した男であるバリウス・ルーファスは、ホラティウスと彼のパトロンであるマエケナスと同様に、エピクロス主義の趣味を持っていた。 
全体として地質学に最も大きな影響を与えた哲学的テキストは、ルクレティウスのエピクロス主義の叙事詩De rerumnaturaであった。 GB Conteは、 De rerum natura 1.78–9から引用したGeorgics 2.490–502のプログラムステートメント「Felix、qui potuit rerum cognoscere causas 」を引用して、「 Georgicsの基本的な衝動はルクレティウスとの対話から来た」と述べている。 同様に、デビッド・ウェストは、3冊目の本のペストについての彼の議論の中で、「ウェルギリウスはルクレティウスの詩で飽和しており、その言葉、フレーズ、思考、リズムは彼の心に融合し、詩のオリジナル作品に変身している」と述べているアート。" 

### 政治的背景

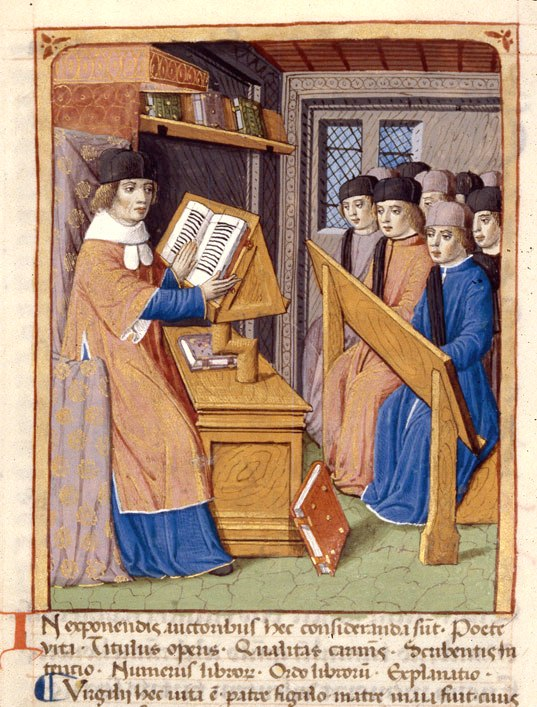
ウェルギリウスの教え、農耕詩の15世紀のフランスの写本からのミニチュア

紀元前44年のシーザーの暗殺から始まり、紀元前31年のアクティウムでのアンソニーとクレオパトラに対するオクタヴィアンの勝利で終わるまで、ローマは一連のほぼ一定の内戦に従事していた。ほぼ15年間の政治的および社会的激変の後、第二の勝利のは、ローマ世界の新しいリーダーとして確固たる地位を築きた。オクタヴィアンの下でローマは、比較的平和で繁栄した長い期間を楽しんだ。しかし、アクティウムでのオクタヴィアンの勝利は、共和国の死の鐘を鳴らした。オクタヴィアンをローマ世界の唯一の支配者として、ローマ帝国が誕生した。
ウェルギリウスが農耕詩を作曲したのは、この時期であり、内戦を背景にした。明白な政治的一節は含まれていないが、政治はGeorgicsに欠席していない。オクタヴィアンは詩の中で直接的にも間接的にも取り上げられているだけでなく、詩には、第3巻のペストの説明や、ヴァージルの有名な蜂の社会の説明など、政治的と解釈される可能性のある参照や画像を含むいくつかの節が含まれている。ブック4。これらの参照や画像が本質的に政治的であると見なされることを意図していたかどうかを知ることは不可能であるが、ウェルギリウスが長年の内戦の影響を受けたことは考えられません。それらが意図的であるかどうかにかかわらず、スエトニウスを信じるならばこれらの言及は、ウェルギリウスが紀元前29年に農耕詩を暗唱したと言われているオクタヴィアンを悩ませているようには見えなかった。

### ラウデスガリ
ヴァージリアンのコメンテーターであるセルウィウスのコメントによると、4冊目の本の真ん中から終わりまでにコルネリウスガルスに対する一連の賞賛が含まれていた（ガリはラテン語で「ガルスの賞賛」を意味する）。 セルウィウスは、ガルスが支持を失った後、ウェルギリウスはガルスの賞賛をオルフェウスのエピソードに置き換えたと語っている。セルウィウスを支持する人々は、オルフェウスのエピソードを洗練されていない弱いエピソードと見なし、全体を通して見られる教訓的なモードから根本的に逸脱し、非論理的で厄介な挿入になっているという点で、ジョージアの他のエピソードとは異なると指摘する。確かに、エピソードの特徴はユニークである。それは神話の資料に従事するエピュリオンである。このエピソードは物語をさらに進めるものではなく、ウェルギリウスのトピックとの直接的な関連性はない。難しい、自由形式の結論は、この解釈を裏付けているようである。
非常に影響力のある記事でアンダーソンはこの見解を非難し 、現在ではラウドガリは存在せず、オルフェウスのエピソードはオリジナルであると一般に信じられている。一般に、上記の見解に反対する議論は、セルウィウスの信頼性に疑問を投げかけ、彼が農耕詩の終わりをガルスに言及しているエクローグの終わりと混同した可能性を引用している。さらに、彼らは年代順の証拠に基づいてその有効性に疑問を投げかけている。GeorgicsはGallusの恥辱と自殺の数年前に終了していたので、詩の終わりの代替バージョンの証拠が増えると予想される。それについて言及しているより多くの情報源。代わりに、オルフェウスのエピソードは、ここでは、多くのアイデアを強化したり、テキスト全体で表明された緊張を再導入して問題化することによって、その精神を明確に表現またはカプセル化する詩の不可欠な部分として理解されている。提供される学問と解釈の範囲は広大であり、議論は詩の楽観的または悲観的な読みから労働の概念、エピクロス主義、そして人間と自然の関係にまで及びます。

## アエネーイスでの繰り返し
ウェルギリウスの後の壮大な作品であるアエネーイスの中には、農耕詩から全体的または部分的にリサイクルされた約51の線がある。これらの繰り返しが、（1）後の筆記者や編集者のテキストへの侵入、（2）アエネーイスの不完全さのレベルを指し示す兆候、または（3）意味のある領域を指し示す、詩人による意図的な繰り返しであるかどうかについては、いくつかの議論がある。 2つの詩の間の接触の。慎重に検討したようウォードブリッグスが表示する長い道のりを行く、Georgicsとアエネイスの行の繰り返しはを排除して、明らかに、おそらくヴァージル、非常にallusiveスタイルに与えられた詩人によって作られた意図的な動きではない彼自身の以前の著作。確かに、繰り返し回数がはるかに小さいが、バージルは、彼の初期の作品、EcloguesのGeorgicsでフルラインを組み込んで（わずか8）、それがいずれかのラインは、彼の作品のすべての3つの中でreduplicatedたことが表示されない。
アエネーイスのGeorgicsからの資料の繰り返しは、その長さと変更の程度が異なる。あまり正確ではない単一行の重複のいくつかは、うなずくウェルギリウスまたはスクライバル補間を非常によく示している可能性がある。ただし、延長された繰り返しは、いくつかの興味深いパターンを示している。約半数のケースでは、技術的、農耕的な記述が壮大な直喩に適応されている。多くの叙事詩的な直喩の内容は、叙事詩的な英雄が切り離されている自然界と国内の世界に根ざしているため、これは適切である。バージルは異なっている、またはGeorgicsで彼らの最初の意味から逆の意味を生成するために、同一のラインをrecontextualizingによって彼の技術的な専門知識を示している。さらに、これらの複製された線のいくつかは、ホメロスのイリアドとオデッセイ、ロードスのアルゴナウティカのアポロニウス、エンニウスの年鑑、ルクレティウスの「事物の本性について」など、ウェルギリウスの初期の文学モデルの作品を元にしている。 1行か2行で、Virgilリンク（または距離）は、さまざまな主題を扱うさまざまなテキストのテーマを拡張（または折りたたむ）して、豊富なテキスト間であるAeneidを作成する。 

## レセプションと影響力

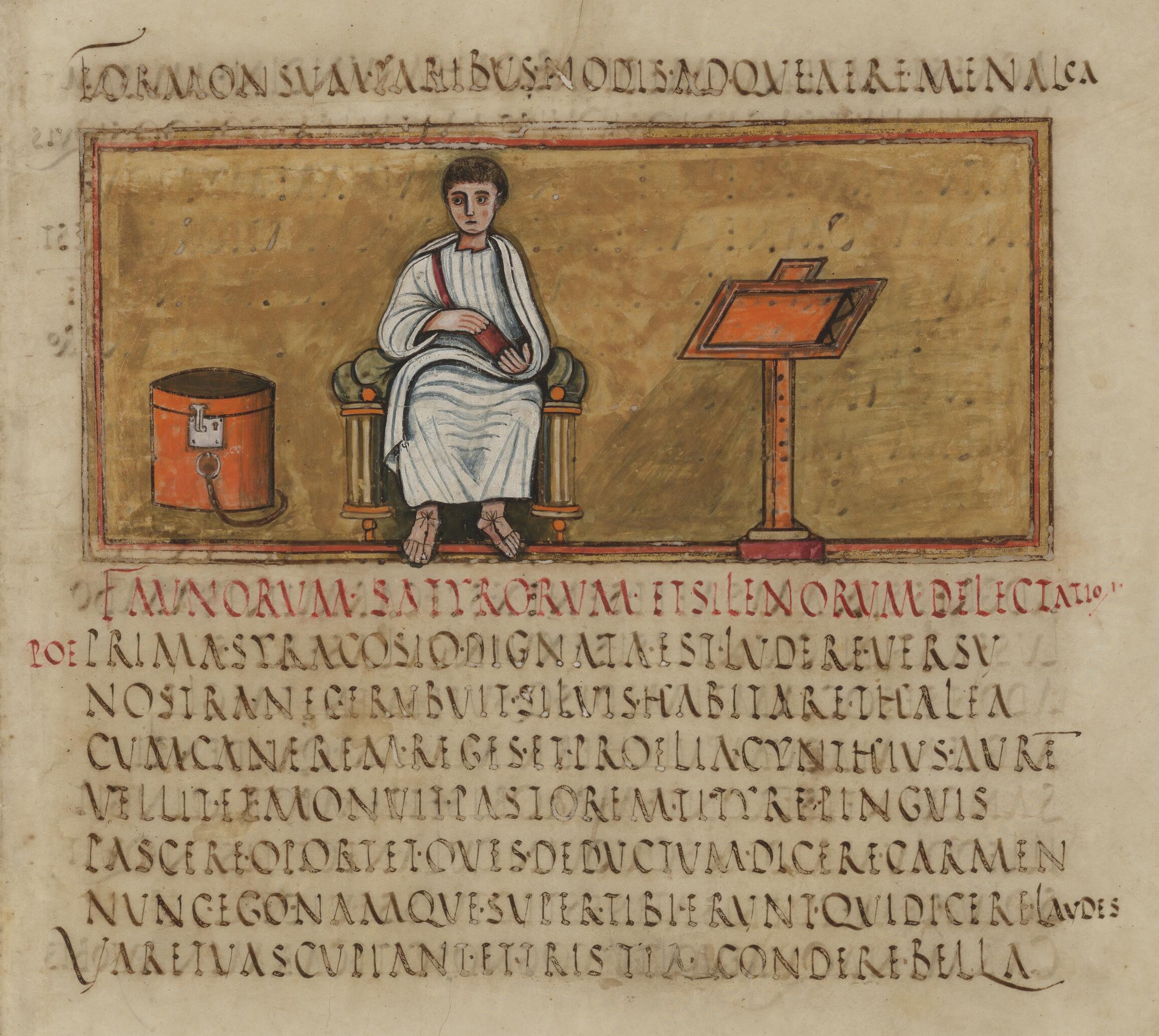
ウェルギリウス、ヴェルギリウスロマヌスフォリオ14の作者の肖像画

### 古代のレセプション
農耕詩の研究は、農業が科学になり、ヴァロがすでに彼のRes rusticaeを発表したときに開始された。これは、ウェルギリウスが情報源として信頼していた。これは、コメンテーターのセルウィウスによってすでに認識されている事実である。彼の前任者に対するウェルギリウスの奨学金は、次の世代の作家による広範な文学的な反応を生み出した。セネカのアカウント「ウェルギリウス ...農民に教えるのではなく、読者を喜ばせることを目的とした」と、ヴァージルの詩的で哲学的なテーマが彼のヘクサメトロスに溢れていることを強調している（Sen.、Moral Letter86.15）。

### 18世紀のレセプション
ジョン・ドライデンによる1697年のウェルギリウスの農耕詩の詩的な翻訳は、18世紀に、より教育を受けた階級の間で農業詩と田舎暮らしへの新たな関心を引き起こした。同じ年に、若いジョセフ・アディソンは彼の「ウェルギリウスの農耕詩に関するエッセイ」を出版した。彼の目には、ヴァージルの詩はこのジャンルの主要なモデルのように見えた。彼はそれを「畜産の科学の一部であり、心地よい服を着て、詩のすべての美しさと装飾で出発した」と定義した。 しかし、18世紀の文脈では、地質学への関心、または独立した作品のモデルとしてのそれの選択は「非常に政治的」であり、社会的および政治的混乱の後のヴァージルの地方の主題の扱いとの親和性を認識していた。彼は住んでいた。ウェルギリウスの作品の調子は、17世紀の社会的発酵と内戦からイギリスのオーガスタン時代が出現したのと同じように、ローマのオーガスタン時代が成功した「無秩序からの秩序の創造」への憧れを表している。 後の時代の文化は、類似点をすぐに見ることができたが、強調も変更された。ウェルギリウスにとって、町の生活と国の単純さの間にはアンチテーゼがあったが、18世紀の紳士の観点からは、都市と国は相互に依存していた。独自の特殊な地質学を作成した人々は、彼らが書いた商品を、地方と国の両方の繁栄に貢献した貿易品と見なした。ローマ市民の場合、農業は首都に奉仕して行われた。ブリトン人にとって、帝国は重商主義の結果として統合され、そのような商品は一般的な利益に貢献した。 
批評家は、「大英図書館は、[18世紀]の時代からのGeorgicsの翻訳を20以上保持している。これらのうち、8つはGeorgicsだけの別々に公開された翻訳である。ドライデンのようなこれらの翻訳のいくつかは、世紀を通して定期的に再版された。また、新しい翻訳の活発な速度が19世紀の初めの数十年まで続いたという事実も注目に値する。1808年は一種のアナスミラビリスであり、3つの新しいバージョンが登場した。」 ドライデンやローダーデール伯爵（1709）のように、これらの中には主に詩的な目的を持っていたものもある。他の翻訳者はアマチュアの牧師であった（Thomas Nevile、ケンブリッジ1767） または散文に翻訳すると、学校での使用を念頭に置いていた（Joseph Davidson、ロンドン1743）。 ウィリアム・サザビーは、豪華なフォリオ版のGeorgica Publii Virgilii Maronis Hexaglotta （London、1827）で再発行したときに、絶賛された1800の文学版をヨーロッパ中の他の人々の文脈に置きた。 そこでは、イタリア語でGian-Francesco Soave（1765）、 スペイン語でJuandeGuzmán（1768）、 フランス語でJacques Delille （1769）、  、ドイツ語でJohannのバージョンが付属していた。ハインリッヒ・ヴォス（1789） 
オランダではローマの農業慣行が依然として普及しており、Joost van den VondelによるGeorgicsのオランダ語への散文翻訳（1646）によって支えられていたため、オランダの英国農業への影響も詩の再生への道を開きた。 イギリスの農民も、彼らが本物のバージリアン農業技術であると思ったものを模倣しようとした。 1724年、詩人のウィリアムベンソンは、「現時点では、イタリア自体よりもイギリスにウェルギリウスの畜産が多い」と書いている。 ウェルギリウスの最新の農業資格を確立することを目的とした翻訳者の中には、ジェームズ・ハミルトンがった。ジェームズ・ハミルトンは、ウェルギリウスの作品の散文翻訳が「優れた農民のように書いたように見えるようなメモと反射で出版された」（エジンバラ、1742）。 。この願望は、適切な翻訳を行うためには農業経験が前提条件であり、その欠如のために、ウィリアム・ベンソンの観点から、ドライデンのバージョンは失格であるという主張によって支持された。 ロバート・ホブリンが農民として実際的な経験をしたことは、彼が1825年にジョージアの最初の本の空白の詩の翻訳を保証すると考えた資格であった。 そして現代においてさえ、彼は「この詩を翻訳するのに独特に適した詩人と農民の両方である」というピーター・ファロンの2004年版の表彰になった。 しかし、ホブリンはこの日付で彼の立場を支持することができたのは、内挿と特別な懇願によってのみであった。 ヨーロッパ全体で、バージリアンスタイルの農業マニュアルが農業革命に取って代わられ、その使用は科学データ、技術グラフ、統計に取って代わられた。 

### 現代の読書
ヴァージルの詩のあからさまな政治的要素は、それを彼ら自身の地元の状況に適用した何人かの翻訳者を引き付けた。 Eugenios VoulgarisによるGeorgicsの古代ギリシャ語への翻訳は、1786年にサンクトペテルブルクから出版され、ギリシャ人の定住を奨励することによって、新しく併合されたクリミアのロシアの同化を支援することを目的としていた。荒野を飼いならすというヴァージルのテーマは、グリゴリー・ポテムキンをフィレレン・マエケナスとして、エカチェリーナ2世を新しい領土の福祉を指揮する賢明な支配者として賞賛する紹介詩でさらに強調された。ヴォルガリス自身（現在はノヴォロシアとアゾフの大司教）がこのように帝国の聖母になっているという推論もある。 
英国では、ウェルギリウスの名誉市民権を付与する傾向があった。エブリマン版の世紀の変わり目の翻訳の紹介で、TFロイズは「ラテンの詩人が彼の血統を持っていたように、ウェルギリウスはここで養子の英語の詩人であり、彼の多くの翻訳者は彼のために英語の血統も作った」と主張した。 。 また、第二次世界大戦が進むにつれてデボンに住んでいたC.デイルイスは、彼自身の翻訳を愛国的な発言をしていると見なした。彼が後でコメントしたように、「イギリスがウェルギリウスを通して私に話しかけている、そして農耕詩のヴァージルが私が協力したイギリスの農民や労働者を通して私に話しかけているという感覚にますます勇気づけられた。」 多数の以前の翻訳の中で、彼の新しいバージョンは、「非常に多くの古典的な学者のスタイルに感染するその独特の種類のラテン語由来のピジン英語」を避け、代わりに親しみやすく、現実的な方法でその魅力を高めることによって正当化される熟語。 
21世紀には、フレデリックボイヤーのフランス語版のGeorgicsは、 Le Souci de la terre （Care for the earth）と改名され、現在の生態系の懸念に訴えている。 「翻訳者としての私にとって」と彼は序文で説明する。「私は、地球が古代の仕事を通して未来に向けられていることに関連した今日の悲劇的なパラダイムを見つける。言い換えれば、過去は今、未来との対話に入っているのである。」そして部分的には、ヴァージルの時代のように、この生態学的危機は、焦点の喪失、過去の外国戦争と内戦への没頭の結果としてもたらされた。 

## 英語で選択された翻訳
- ジョン・オギルビー（1649）、英語での最初の完全なウェルギリウス[39] 、二行連句のゲオルギックスの翻訳を含む
- ヒロイック・カプレットのジョン・ドライデン（ロンドン、1697年）
- ヒロイックカプレットのウィリアムサザビー（ロンドン、1800年）
- ヒロイックカプレットのRDブラックモア（ロンドン、1871年）
- Musgrave Wilkins（ロンドン、1873年）散文の「直訳」
- ジェームズ・ローデス（ロンドン1881）、ブランクヴァース
- アーサーウェイ（ロンドン、1912年）量的詩連句
- JWマッケイル（ニューヨーク、1934年）散文
- C.デイルイス（ロンドン、1940年）の量的な詩
- ピーターファロン（オックスフォードワールドクラシックス、2006）量的詩
- キンバリージョンソン（ペンギンクラシックス、2009年）不規則な詩

## ヨーロッパの地質学

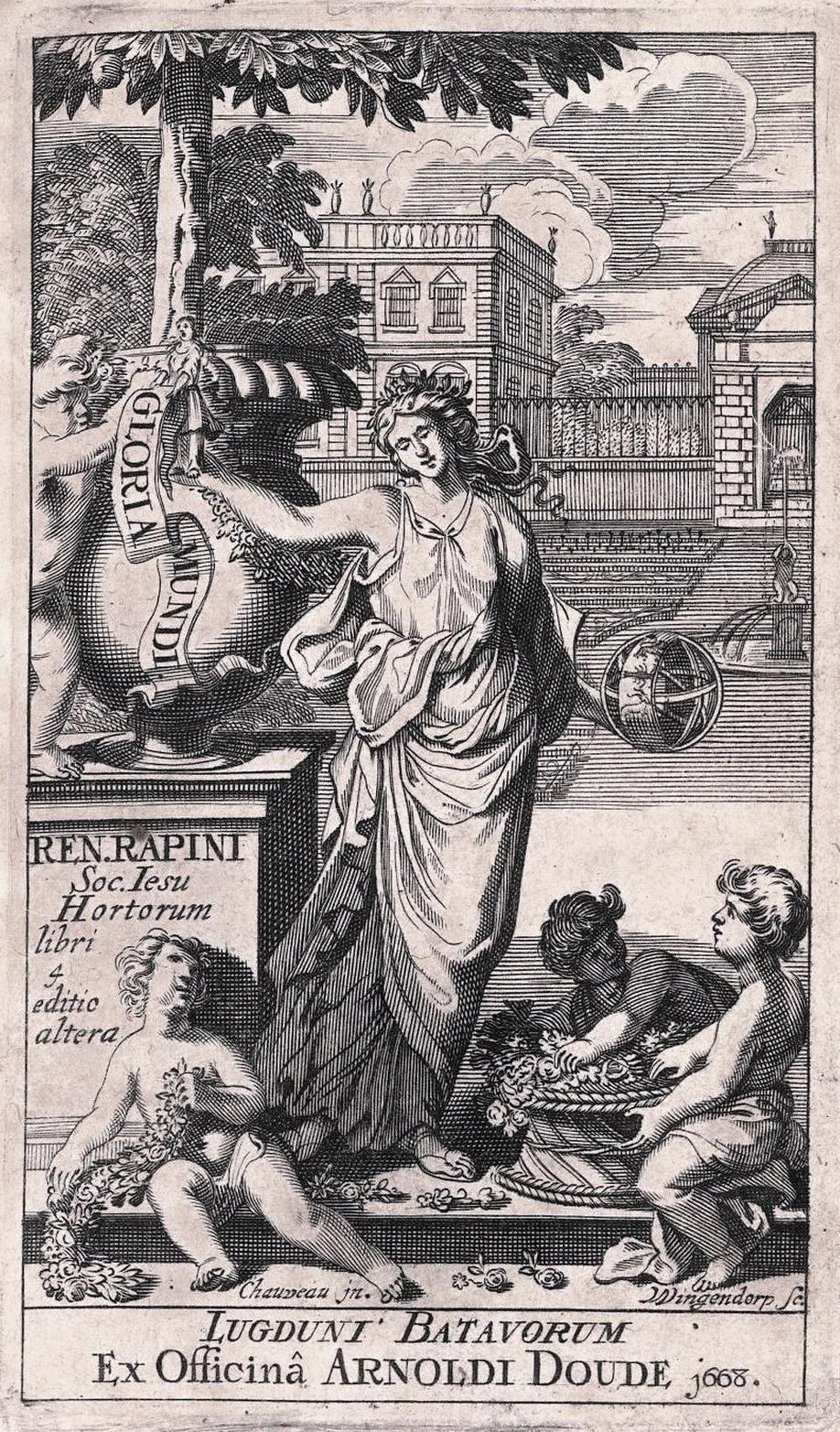
庭園でのルネ・ラパンのラテン詩の口絵

### ガーデニングガイド
ウェルギリウスの作品は、単純な農業よりもはるかに多くのことを扱っており、その後の教訓的な傾向の詩は、農耕詩の過程で言及された個々の主題をしばしば扱い、詳しく説明した。 「あらゆる主題に関する最も初期の英国のジョージア」 と言われていることは、ガーデニングに関する実践的なアドバイスに限定されていた。正体不明のマスタージョンによるもので、「ガーデニンゲの運命」は15世紀の前半にさかのぼり、年間を通じて果物、ハーブ、花を播種、植え付け、栽培するための指示を提供する。詩の98の連句は不規則な線の長さであり、時々不完全に韻を踏んでいる。注釈付きの原稿のコピーは、その研究と使用の証拠を示しているが、作品は決して印刷されなかった。 
マスタージョンの詩は、何世紀にもわたって詩の中で後の園芸マニュアルのラインを率いている。それらの中には、ジュゼッペ・ミリオのデ・ホルトルム・キュラ（ブレシア1574）やルネ・ラパンの人気のあるホルトルム・リブリIV （オブ・グドンズ、1665）のようなラテン語の詩が含まれていた。後者はラテン語のヘキサメーターで4カントの作品で、それぞれ花、樹木、水、果樹園の配置を扱い、その後すぐに2つの英語版が続き、1673年にジョンイブリンザヤンガー、1706年にジェームズガーディナーしかし、これらのバージョンが韻を踏む二行連句で書かれた場合、ウィリアム・メイソンは後に、ジョージックをモデルとしたオリジナル作品である彼のイングリッシュガーデン：4冊の本の詩（1772–81）にミルトニックのブランクヴァースを選んだ。 彼のフランスの現代ジャック・ドリルは、すでにラテン語の農耕詩を翻訳しており、現在、レ・ジャルダン、「庭園、または美化の芸術、1782年」をテーマにした彼自身の4つのカント詩を出版している。メイソンのように、彼は正式な庭園のデザインよりも造園を好み、その後の20年間で彼の作品は何度か英語の詩に翻訳された。 

### 田舎の追求
これらの教訓的なマニュアルの多くの場合、農耕詩のアプローチがモデルとして機能したが、それらの情報は更新されるか、ウェルギリウスの説明を補足する。したがって、ジョヴァンニ・ディ・ベルナルド・ルチェライのル・アピ（ミツバチ、1542）は、それ自体を地質学の4冊目の本の主題に限定しており、イタリアのブランクヴァースの初期の例である。 1696年にfr：JacquesVanièreのPraedium Rusticum （The Rural Estate）のオリジナルのパリ版の14冊目の本として考えられた主題のラテン語の扱いが、アーサーによる詩の翻訳で別の英語の存在を持つことになっていたマーフィーは1799年にロンドンから出版され 、その後1808年に米国で再版された。 しかし、初期の部分的な適応であるジョシュア・ディンズデールの「繁殖蜂の現代美術」は、1740年にすでにロンドンに登場し、「与えるためのいくつかの新しい発見」をもたらしながら、彼の古代の領土に侵入したことについてウェルギリウスに謝罪した。 
マルコ・ジローラモ・ヴィダは、カイコの繁殖と世話に関する彼の詩、ラテン語のヘクサメトロスで書かれた2つのカントDe Bombycum cura ac usu （1527）で、新しい昆虫学的な方向に打ち出した。同じテーマでイタリア語で。 ヴィダの作品は、トーマス・マフェットのシルクワームとそのハエ（1599）がイギリスで続きた。これは、彼がイタリアで学んだ主題である。この詩はオッターヴァ・リーマで書かれ、古典的な物語が豊富に含まれており、「英国の最も初期の地質詩の1つ」として言及されている。  
ヴィダの詩は、ヤスミン・ハスケルによって「レクリエーションの地質学」と定義されたエキゾチックな主題に関するいくつかの現代ラテン作品の1つにすぎません。このグループは、「通常、1冊または2冊の短い本で構成され、自己意識的に小規模な主題を扱いる。ほぼ牧歌的なムード」と貴族の高級市場向けの製品を扱っている。 他には、柑橘系の果物の栽培に関するジョバンニポンターノのDe Hortis Hesdperidum sive de cultu citriorum や、サフランの栽培に関するPier FrancesoGiustoloのDeCroci Cultu Cultu （ローマ1510）が含まれていた。そこにもなかったような狩猟に取り組んでいるナターレ・コンティ「ピエトロのデvenatione（1551）と（犬と狩猟）Cynegeticonデリ・アンジェリの究極のイタリアの祖先であった（1517年から1596年）ウィリアム・サマービルさんザ・チェイス（ロンドン、1735 ）。これらのメモの最後の序文は、「それは明らかに彼の主題の一部であるため、彼の3番目のGeorgickでVirgilによってより広く扱われるのを見たと実際に予想したかもしれない」という不承認を伴った。しかし、彼は10節だけで私たちを支持してくれた。」 

国の主題に関する著者の中で最も百科事典はジャック・ヴァニエールであり、そのプレディウム・ルスティカムは1730年に完全版に達した。その16のセクションに統合されたいくつかはかつて別々の作品として発行された。それらには、 Stagna （Fishing、1683）、最終的にはセクション15が含まれ、著者は読者に（英語の翻訳者の言葉で）通知する。
Of fish I sing, and to the rural cares

Now add the labours of my younger years…

Now more improved since first they gave me fame;

From hence to tend the doves and vine I taught,

And whate’er else my riper years have wrought.